# Abderrahim Zouari
Abderrahim Zouari (arabisch عبد الرحيم الزواري, DMG ʿAbd ar-Raḥīm az-Zuwārī; * 18. April 1944 in Dahmani, Gouvernement Kef) ist ein tunesischer Politiker der Sozialistischen Destur-Partei sowie der Konstitutionellen Demokratischen Sammlung, der unter anderem 1997 für einige Monate Außenminister war.

## Leben
Zouari absolvierte nach dem Schulbesuch ein Studium der Rechtswissenschaften und war nach dessen Abschluss als Rechtsanwalt mit Schwerpunkt Zivilrecht tätig. Er war von 1970 bis 1975 Bürgermeister seiner Geburtsstadt Dahmani und als Nachfolger von Ameur Ghedira 1974 bis zu seiner Ablösung durch Abderrazak Yazid 1978 Gouverneur des Gouvernement Gabès, ehe er als Nachfolger von Abbès Mohsen zwischen 1978 und seiner Ablösung durch Mohamed Boulabiar 1980 Gouverneur des Gouvernement Nabeul war. Anschließend war er von 1980 bis 1981 Leiter der Abteilung für Regionalverwaltung im Innenministerium. 1981 wurde er für die Sozialistische Destur-Partei zum Mitglied der Abgeordnetenkammer gewählt, der er bis 1987 angehörte. Anschließend war er zwischen 1987 und 1988 Staatssekretär im Ministerium für landwirtschaftliche Produktion und Nahrungsmittelindustrie.
Nach der Umbenennung der Sozialistischen Destur-Partei am 27. Februar 1988 in Konstitutionelle Demokratische Sammlung löste Zouari am 2. August 1988 Hédi Baccouche als deren Generalsekretär ab und übte diese Funktion bis zum 20. Februar 1991 ab, woraufhin Chédli Neffati seine Nachfolge antrat. Er selbst übernahm als Nachfolger von Chédli Neffati das Amt des Justizministers im Kabinett von Premierminister Hamed Karoui und bekleidete dieses Ministeramt bis zu seiner Ablösung durch Sadok Chaâbane am 9. Juni 1992. Daraufhin war er als Nachfolger von Chédli Neffati zwischen 1992 und seiner abermaligen Ablösung durch Sadok Chaâbane 1993 Botschafter in Marokko. Nach seiner Rückkehr fungierte er daraufhin im Kabinett Karoui als Nachfolger von Mohamed Saâd vom 15. Juni 1993 bis zu seiner Ablösung durch Mohamed Raouf Najar am 22. Januar 1997 erst als Minister für Jugend und Sport sowie danach als Nachfolger von Habib Ben Yahia zwischen dem 22. Januar 1997 und seiner Ablösung durch Saïd Ben Mustapha im Dezember 1997 kurzzeitig als Außenminister. Später übernahm er im Kabinett Karoui am 15. Februar 1999 von Ridha Ferchiou das Amt als Bildungsminister, das er bis zu seiner Ablösung durch Ahmed Iyadh Ouederni am 17. November 1999 innehatte.
Nach seinem Ausscheiden aus dem Kabinett löste Zouari am 18. November 1999 Abdelaziz Ben Dhia als Generalsekretär der Konstitutionellen Demokratischen Sammlung ab und verblieb in dieser Funktion bis zum 5. Dezember 2000, woraufhin Ali Chaouch seine Nachfolge antrat. Kurz darauf wurde er am 23. Januar 2001 als Nachfolger von Mohamed Raouf Najjar zum Minister für Jugend, Kinder und Sport in das Kabinett von Premierminister Mohamed Ghannouchi berufen. Nach einer weiteren Kabinettsumbildung wurde er am 14. Januar 2004 Minister für Tourismus und Handwerk und danach vom 10. November 2004 bis 14. Januar 2011 Transportminister.
In der ersten Runde der Präsidentschaftswahl am 23. November 2014 bewarb sich Zouari für die Destour-Bewegung für das Amt des Präsidenten der Tunesischen Republik. Dabei erreichte er mit 2.701 Stimmen (0,08 Prozent) der Stimmen jedoch nur den vorletzten Platz unter den 27 Kandidaten. Im November 2023 wird gegen Abderrahim Zouari ebenfalls ein Haftbefehl wegen Ausnutzung seiner Funktionen zur Erlangung von Vorteilen angeordnet. Seine Inhaftierung erfolgte im Anschluss an eine von einer Nichtregierungsorganisation eingereichte Beschwerde wegen „Verdachts auf Korruption in einem öffentlichen Auftrag“.